# مهران بهرام جوبين
مِهران بَهرَام جُوبِين كان نبيلًا إيرانيًا من بني مهران. وهو ابن الأصبهبذ الساساني الشهير بهرام جوبين، والذي حكم لفترة وجيزة كشاهنشاه. قام مهران بمساعدة القبائل العربية المسيحية بمحاربة العرب المسلمين في معركة عين التمر. ولكنه قد هُزم. ما حدث لمهران بعد ذلك غير معروف. ومع ذلك فمن المعروف أنه كان له ابن يدعى سياوخش، والذي قُتل على أيدي المسلمين عام 651 في الري.